# Rivista (cinema)
Il film rivista è un genere cinematografico nato agli inizi degli anni quaranta. Si tratta di un cocktail tra i generi musical, commedia e grottesco. Tra le prime e principali pellicole ricordiamo Ci troviamo in galleria di Mauro Bolognini e Il feroce Saladino di Mario Bonnard, anche se Dove sta Zazà? (film) di Giorgio Simonelli è il maggior esempio del genere. 

## Origini

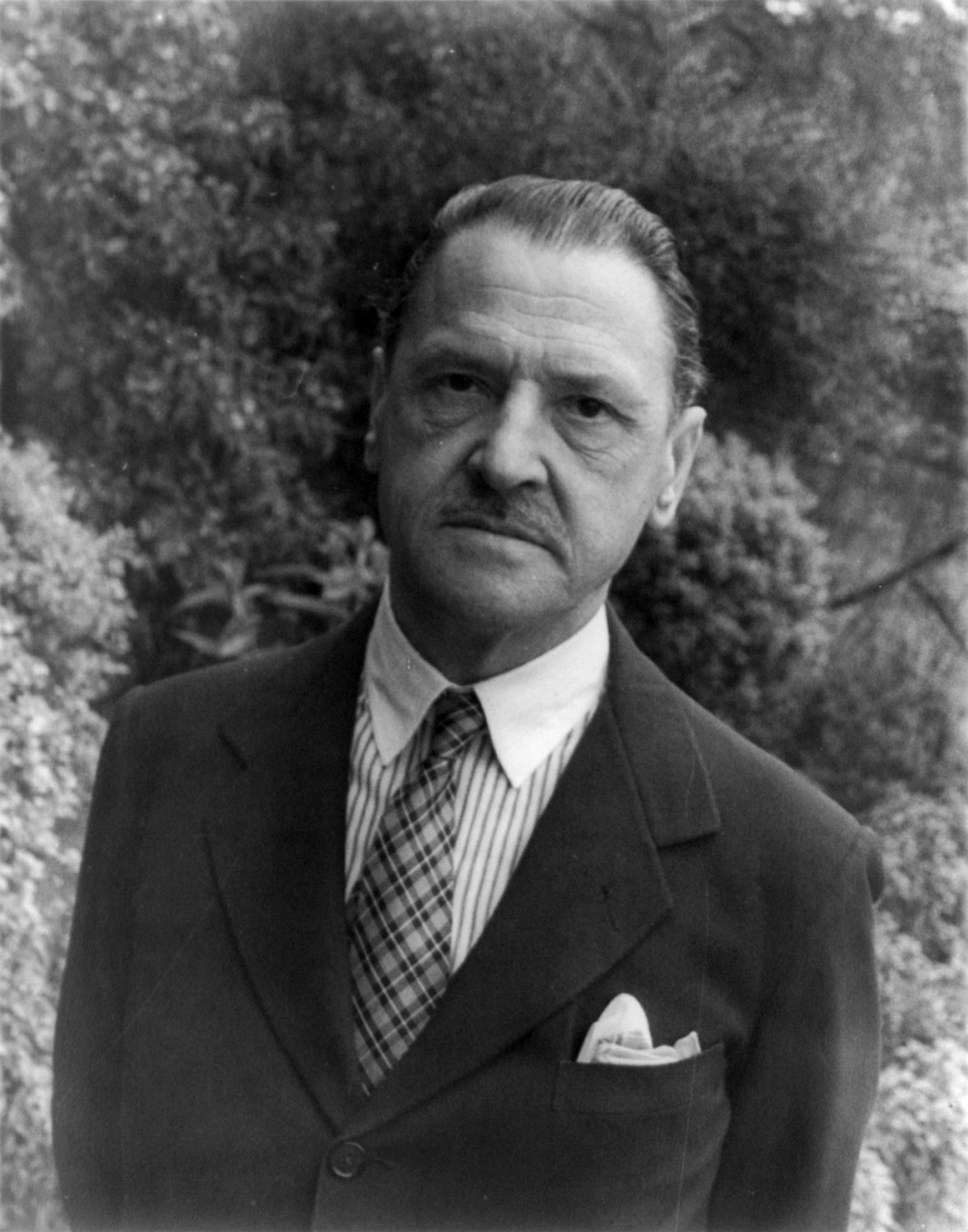
W. Somerset Maugham

Il genere rivista, prima di entrare nel cinema, fu anche un genere letterario e teatrale. Il principale esempio fu William Somerset Maugham con due opere in particolare : Mia moglie preferisce suo marito (da cui fu tratto anche un film) e Gran Mondo.

## Anni '30/'40
Nel 1937 uscì il primo film rivista, Il feroce Saladino di Mario Bonnard. Gli interpreti principali erano Angelo Musco, Alida Valli e Rosina Anselmi. Ci fu anche una breve comparsata di Alberto Sordi nei panni di una scimmia in costume. Il lungometraggio narra la storia di Darly che riesce a trovare una figurina che all'epoca del fascismo era introvabile. Due sono le scene cult: la rumba della Anselmi e le battute di Musco, appartenenti di diritto al genere. 
Nel 1943 uscì un altro film rivista, Pattini d’argento. Vi si narra la storia di una ragazza orfana che viene salvata da una compagnia di pattinaggio sul ghiaccio. L'attrice principale fu Belita.
Nel 1947 uscirono due pellicole celebri: Rivista di stelle di George Marshall e Dove sta Zazà di Giorgio Simonelli. La prima è la vicenda di un'orfana (Mary Hatcher) che vuole fare carriera nel cinema; la seconda narra di una soubrette (Isa Barzizza) che si trova ad avere una relazione con due sosia mentre lei crede si tratti sempre dello stesso uomo. Il genere rivista diventò così anche stile grottesco.

## Anni '50
Nel 1950 uscì La venere di Chicago, diretto da Henry Koster. La storia assai bizzarra di due soci che si innamorano della stessa persona (Betty Grable) è un rifacimento del film L’isola delle sirene sempre con la Grable. 
Nel 1953 uscì Ci troviamo in galleriadi Mauro Bolognini. Attrice principale è Sophia Loren che riesce a diventare cantante e proprietaria di una rivista. Vi sono anche noti attori quali Alberto Sordi e Mario Carotenuto. 
Nel 1955 uscì l'ultimo film rivista: Mia moglie preferisce suo marito di Henry C.Potter. Una star (Betty Grable) rimane vedova poiché suo marito (Jack Lemmon) muore in Corea. Si risposerà ma il marito ricompare. 